# Sant’Anselmo all’Aventino

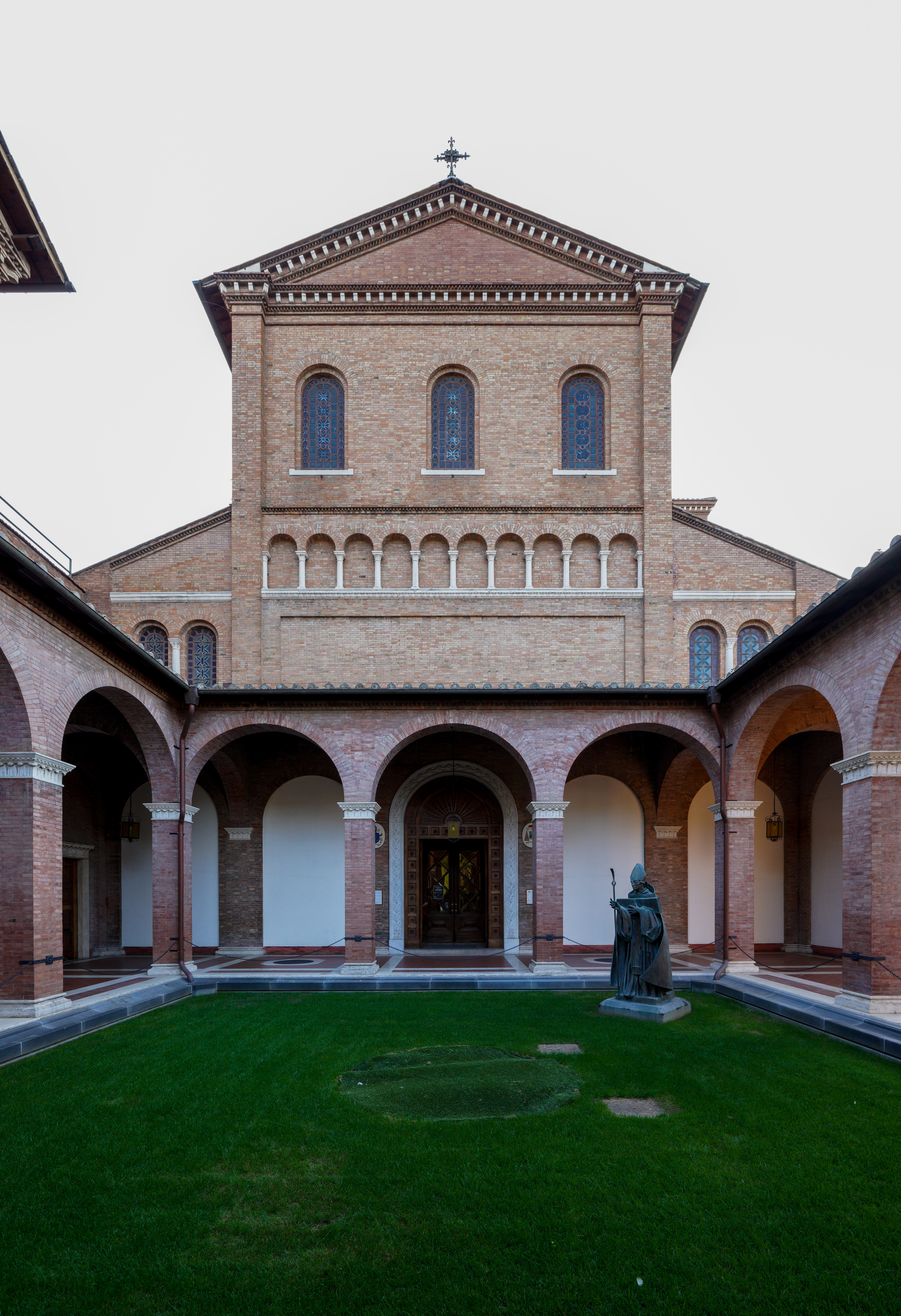
Sant’Anselmo all’Aventino

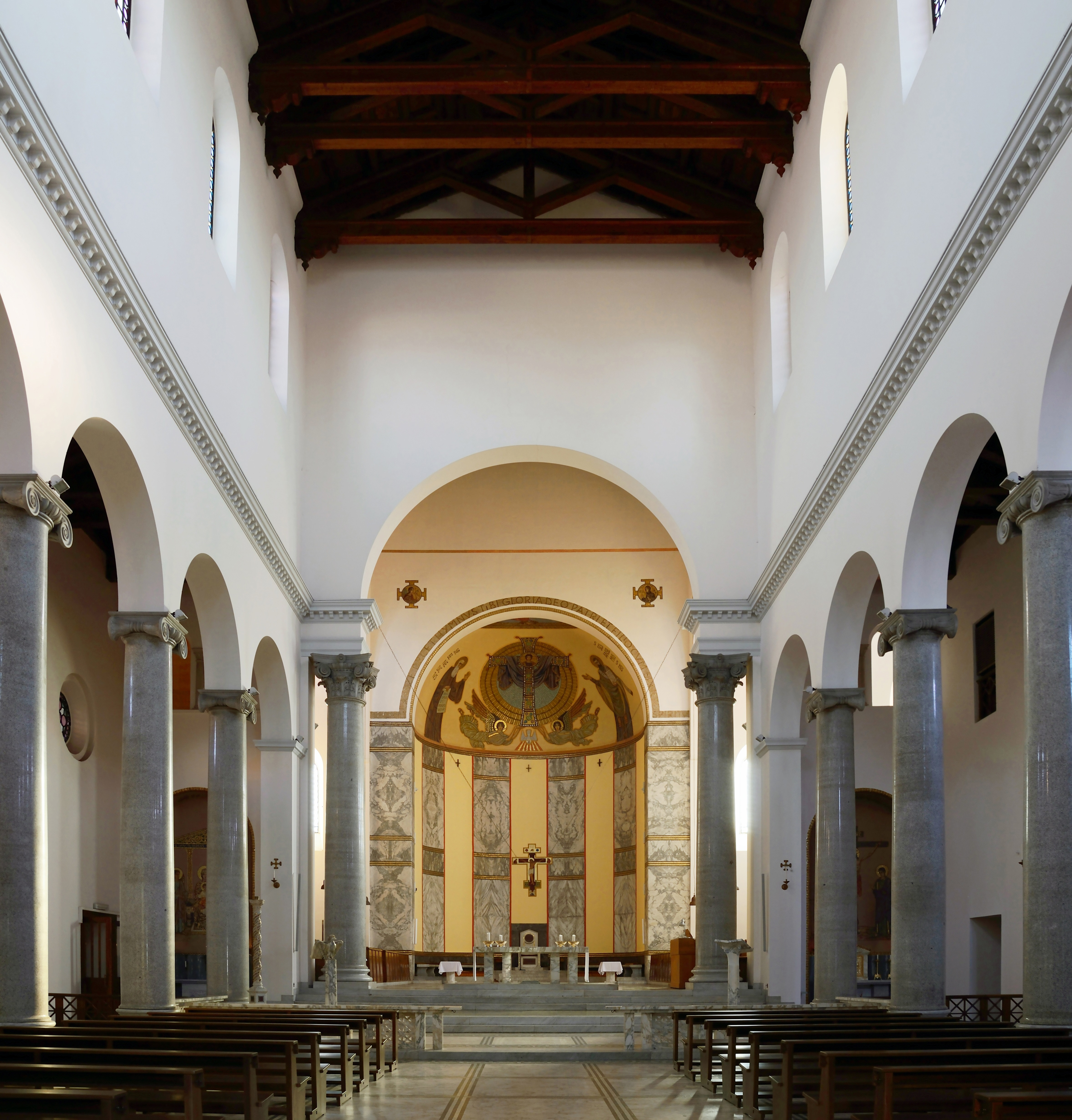
Innenraum

Die Titelkirche Sant’Anselmo all’Aventino (lat.: Sancti Anselmi in Aventino) ist zugleich die Abteikirche der Primatialabtei Sant’Anselmo in Rom und ist dem heiligen Anselm von Canterbury geweiht.
Die Ordensgemeinschaft der Benediktiner ließ die Kirche nach Plänen von Hildebrand de Hemptinne und Francesco Vespignani in den Jahren 1892 bis 1896 errichten. Am 11. November 1900 fand die Weihe durch Kardinalstaatssekretär Mariano Rampolla del Tindaro statt. Die schlichte, dreischiffige Basilika, die von grauen ionischen Säulen getragen wird, ist lediglich in der Apsis mit Mosaiken verziert.
Die Kirche liegt im Stadtteil XII (Ripa) an der Piazza di Sant’Anselmo, einer Seitenstraße der Piazza dei Cavalieri di Malta, benannt nach dem Malteserorden, an der das Päpstliche Athenaeum Sant’Anselmo der Benediktiner sowie das Pontificio Istituto Liturgico liegt.

## Kardinaldiakone
- Paul Augustin Mayer OSB, 1985–2010
- Fortunato Baldelli, 2010–2012
- Lorenzo Baldisseri, seit 2014